# 马库斯·佩尔松
马库斯·阿列克谢·佩爾松（瑞典語：Markus Alexej Persson，瑞典語：[ˈmǎrkɵs ˈpæ̌ːʂɔn] ⓘ，1979年6月1日—），别名Notch，是一位瑞典遊戲程式師和設計師。他以創造沙盒遊戲《Minecraft》，及於2009年創辦電子遊戲公司Mojang而聞名。
佩爾松成立Mojang的主要事業便是《Minecraft》，該遊戲自2009年技術演示後，便獲得大量的人氣和支持。從那時候開始，他在電子遊戲產業中獲得顯著的知名度，贏得多個獎項，並與業界知名人士建立關係。佩爾松保留了他作為《我的世界》的首席設計師的地位，之後他將創作權轉讓給延斯·伯根斯坦。
2014年11月，在Mojang被微軟公司收購後，他離開了Mojang。
自2016年以來，佩爾森因在推特上發布的多條有關同性戀、種族和跨性別人士權益運動的貼文而遭到媒體的批評。2019年，佩爾森的推文受到了微軟的譴責，微軟隨後從《Minecraft》中刪除了提及他名字的內容（不包括遊戲片尾字幕中的製作人員名單），同年4月30日，微软公司表示，佩尔松没有被邀请参加《我的世界》十周年庆典。
2015年，佩尔松與他人共同創立了一家名為Rubberbrain的獨立遊戲工作室，於2024年以Bitshift Entertainment名義開始活動。

## 生平
佩尔松于1979年6月1日出生在瑞典的斯德哥尔摩，
其父亲是瑞典人，而母亲為芬兰人。
七岁前，他生活在埃斯宾，直到他的家人搬回斯德哥爾摩。
七岁时，开始程序开发。他的父亲当时已购置了一台Commodore 128家用电脑，他開始在他父親的Commodore 128家用電腦上寫程式，并开始订阅一本有刊載原始程式碼的电脑杂志。
在嘗試了多個這類程式之後，他在8岁时制作出了他的第一个文字冒险游戏。
在职业生涯中，他曾在King.com网站做过4年以上的游戏开发员，直到2009年為止。
之後他在Jalbum擔任程序编辑员。
他也是《Wurm Online》的创始人之一，
虽然他已经不再编辑以及參與開發这个游戏了。
在工作之余，他曾赢得了七场程序设计竞赛，例如《Left 4K Dead》和《MEGA4kMAN》。他也进入了Ludum Dare。他是讲述游戏《Minecraft》取得成功的人物纪录片《Minecraft：Mojang的故事》的主角之一。 
佩尔松在婚后一年，与他的妻子离婚，原因是他的妻子不喜欢他的生活方式。

## 開發遊戲

### Minecraft
佩尔松最知名的游戏创作是一個发布于2009年5月17日的有创造性的生存沙盒游戏、独立游戏——《Minecraft》，佩尔松辞掉了原本的工作，全心投入编修《Minecraft》的全部工作，直到遊戲被完成。当然，现在仍還持續更新。在2011年初，Mojang AB已经售出百万份的游戏，直至4月5日，已售出高达数千万份。
2009年5月10日《Minecraft》開始开发，那时佩尔松为了专注于独立开发，刚辞去King.com网站游戏开发员的工作没多久。在《矮人要塞》、《模拟乐园》和《地城守护者》等几款游戏的启发之下，佩尔松创作了《Minecraft》。当还在制定基本的游戏方式时，同時開發了一个叫《Infiniminer》的游戏，并在独立游戏开发者德里克·於（Derek Yu）的论坛TIGSource上同网友们一起玩这款游戏。当时，他已经在设想一款三維等距的建造游戏来实现他的灵感，并且已做出一些试探性质的原型。《Infiniminer》很大程度地影响了最终的游戏风格，包括第一人称视角和像素方块视觉效果。这款游戏最开始於2009年5月17日发布Pre-classic版本，预计将在多人游戏完全整合进生存模式（Survival Mode）后升级至公测版。最开始诺奇还维持在Jalbum.net网站全职工作，不过后来就改做兼职；再后来，当《Minecraft》的内测版卖得越来越好时，他索性辞去工作，把全部时间投入其中。遊戲本身也在不断更新，佩尔松打算在游戏的完整版发布後继续更新，只要还有一个活跃的用户群就不会停止。
後來，Mojang公司的《Minecraft》製作團隊聘請了幾個新的工作人員，而佩爾松讓Jens Bergensten成為《Minecraft》首席開發人員。Android和iOS袖珍版也已經發布。 2012年5月9日發布Xbox 360版的《Minecraft》。Xbox版本有一些更新，包括教程和材質包。
佩尔松计划等此游戏的销售额下降，并且他想改做其它项目的时候，就会将这款游戏开源发布。
2011年12月19日發行衍生作《Minicraft》，類似2D版本的Minecraft，僅花2日的時間完成。

### Scrolls
佩尔松和Jakob Porser也製作了卡片遊戲《Scrolls》，包括棋盘游戏元素和收藏卡游戏的想法。佩尔松說，他不会积极参与开发这个遊戲，Porser可能會发展。2011年8月5日佩尔松在他的Tumblr博客上透露他被一家瑞典律師事务所代表贝塞斯达軟件起訴，该律师事务所认为贝塞斯达出品的的上古卷轴系列与《Scrolls》存在商标名称冲突。2011年8月17日，佩尔松向贝塞斯达提出挑戰，要求舉辦《雷神之锤3》竞賽，以決定命名争议的結果。

## 外部連結
- Persson's biography page
- The Word of Notch （页面存档备份，存于）
- 官方《我的世界》网站 （页面存档备份，存于）